# Edward Hobart Seymour
Sir Edward Hobart Seymour (30. dubna 1840, Kinwarton, Warwickshire, Anglie – 2. března 1929, Maidenhead, Berkshire, Anglie) byl britský admirál. Od dětství sloužil u královského námořnictva a byl účastníkem několika válečných konfliktů. Vynikl jako vrchní velitel Royal Navy v Číně (1897–1901), kdy velel kombinovaným operacím námořnictva a armády proti boxerskému povstání. Poté byl prvním námořním pobočníkem krále Eduarda VII. a v roce 1905 dosáhl nejvyšší možné hodnosti velkoadmirála (Admiral of the Fleet).

## Životopis

Admirál Edward Hobart Seymour (1903)

Pocházel ze starého šlechtického rodu Seymourů, narodil se jako mladší syn reverenda Richarda Seymoura (1806–1880), kanovníka ve Worcesteru. Po otci byl vnukem admirála Sira Michaela Seymoura (1768–1834) a synovcem admirála Sira Michaela Seymoura (1802–1887), admirálem byl také jeho bratranec Sir Michael Culme-Seymour (1836–1920). Do Royal Navy vstoupil v roce 1852 a jako praporčík se v Černém moři zúčastnil krymské války. Poté pod velením svého strýce Michaela sloužil u břehů Číny a zúčastnil se druhé opiové války. Po návratu do Anglie si na cvičných lodích doplnil vzdělání v Portsmouthu a jako poručík se pak vrátil do Číny. Od roku 1863 sloužil v Portsmouthu a v roce 1866 byl povýšen na komandéra. Poté vystřídal službu u břehů Irska a západní Afriky, kde bojoval proti pirátům. V roce 1873 dosáhl hodnosti kapitána a krátce působil na Royal Naval College v Greenwichi, následně velel několika bitevním lodím v Lamanšském průlivu a Středozemním moři, v letech 1887–1889 byl námořním pobočníkem královny Viktorie. V roce 1889 dosáhl hodnosti kontradmirála a v letech 1894–1895 byl zástupcem vrchního velitele v Lamanšském průlivu. V hodnosti viceadmirála (1895) byl superintendantem námořních rezerv a v roce 1897 byl jako rytíř Řádu lázně povýšen do šlechtického stavu s nárokem na titul Sir.[zdroj?]
V letech 1897–1901 byl vrchním velitelem Royal Navy u břehů Číny (China Station) a v této funkci měl důležitou úlohu během boxerského povstání, kdy velel mezinárodnímu spojeneckému útoku na Peking. V této době se uplatnil také jako diplomat. Po návratu do Anglie byl slavnostně uvítán v Portsmouthu a představitelé vlády jej navštívili na jeho vlajkové lodi. V roce 1901 byl povýšen na admirála a za zásluhy během boxerského povstání byl dekorován velkokřížem Řádu lázně. V letech 1902–1905 zastával funkci prvního námořního pobočníka krále Eduarda VII. a nakonec získal nejvyšší možnou hodnost velkoadmirála (Admiral of the Fleet, 1905). V roce 1906 obdržel velkokříž Viktoriina řádu a v roce 1909 byl jmenován členem Tajné rady s nárokem na oslovení Vysoce ctihodný The Right Honourable). Do výslužby odešel v roce 1910 a poté žil v soukromí v Maidenheadu v hrabství Berkshire. Byl autorem pamětí My Naval Career and Travels vydaných v Londýně v roce 1911.[zdroj?]
Kromě již zmíněných britských vyznamenání byl dále nositelem Řádu za zásluhy. Za účast v boxerském povstání získal několik ocenění také od zahraničních mocností. Byl nositelem pruského Řádu červené orlice, japonského Řádu vycházejícího slunce a ruského Řádu sv. Alexandra Něvského. Dále získal Námořní záslužný kříž ve Španělsku a obdržel čestný doktorát na univerzitě v Cambridge.